# کایاباشی (شاوشات)
کایاباشی (به ترکی استانبولی: Kayabaşı) یک منطقهٔ مسکونی در ترکیه است که در شاوشات واقع شده‌است. کایاباشی ۱۹ نفر جمعیت دارد.